# Piper falanense
Piper falanense är en pepparväxtart som beskrevs av Trel. & Yunck.. Piper falanense ingår i släktet Piper och familjen pepparväxter. Inga underarter finns listade i Catalogue of Life.